# Ringer-Weltmeisterschaften 2007
Die Ringer-Weltmeisterschaften 2007 fanden vom 17. bis zum 23. September 2007 in Baku statt. Es wurde sowohl im griechisch-römischen als auch im freien Stil gerungen. Die Ringer wurden in jeweils sieben Gewichtsklassen unterteilt. Insgesamt nahmen 613 Ringer, davon 300 im griechisch-römischen und 313 im Freistil, sowie 198 Ringerinnen aus insgesamt 96 Nationen teil.

## Deutsche Teilnehmer
Der DRB entsendete ein Aufgebot mit 21 Ringern, die folgende Platzierungen erreichten:
Griechisch-römisch:
- unter 55 kg: Florian Crusius (21.),
- unter 60 kg: Jurij Kohl (20.),
- unter 66 kg: Marcus Thätner (30.),
- unter 74 kg: Konstantin Schneider (8.),
- unter 84 kg: Jan Fischer (9.),
- unter 96 kg: Mirko Englich (25.)
- unter 120 kg: Nico Schmidt (23.)

Freistil:
- unter 55 kg: Marcel Ewald (35.),
- unter 60 kg: Alexander Kropf (36.),
- unter 66 kg: Martin Daum (14.),
- unter 74 kg: Andrej Shyyka (39.),
- unter 84 kg: David Bichinashvili (7.),
- unter 96 kg: Stefan Kehrer (8.),
- unter 120 kg: Martin Siddiqui (20.)

Frauen:
- unter 48 kg: Brigitte Wagner (10.),
- unter 51 kg: Alexandra Engelhardt (5.),
- unter 55 kg: Jessica Bechtel (22.),
- unter 59 kg: Stéphanie Groß (2.),
- unter 63 kg: Stefanie Stüber (17.),
- unter 67 kg: Maria Müller (14.),
- unter 72 kg: Anita Schätzle (30.)

## Österreichische Teilnehmer
Der ÖRSV entsendete ein Aufgebot mit vier Ringern, die folgende Platzierungen erreichten:
Griechisch-römisch:
- unter 60 kg: Hannes Lienbacher (17.)
- unter 84 kg: Hannes Haring (15.)

Frauen:
- unter 63 kg: Nikola Hartmann-Dünser (9.),
- unter 72 kg: Marina Gastl (13.)

## Schweizer Teilnehmer
Der SARV entsendete ein Aufgebot mit zehn Ringern, die folgende Platzierungen erreichten:
Griechisch-römisch:
- unter 55 kg: Thomas Wild (34.),
- unter 74 kg: Reto Bucher (11.),
- unter 84 kg: Mario Baumgartner (45.)

Freistil:
- unter 60 kg: Pius Zberg (43.),
- unter 66 kg: Gregory Sarassin (34.),
- unter 84 kg: Thomas Bucheli (Ringer) (38.),
- unter 96 kg: Gregory Martinetti (21.),
- unter 120 kg: Mirko Silian (32.)

Frauen:
- unter 55 kg: Nadine Tokar (26.),
- unter 63 kg: Karin Stingelin (35.)

## Griechisch-römisch
Die Wettkämpfe im griechisch-römischen Stil fanden vom 17. bis zum 19. September 2007 statt.

### Medaillengewinner
| Klasse  | Gold                    | Silber                | Bronze                                  |
| ------- | ----------------------- | --------------------- | --------------------------------------- |
| -55 kg  | Hamid Soryan Reihanpour | Park Eun-chul         | Nasir Mankijew Kristijan Fris           |
| -60 kg  | Dawit Bedinadse         | Makoto Sasamoto       | Jung Ji-hyun Eusebiu Diaconu            |
| -66 kg  | Fərid Mansurov          | Steeve Guénot         | Nikolai Gergow Justin Harry Lester      |
| -74 kg  | Jawor Janakiew          | Mark Overgaard Madsen | Christophe Guénot Valdemaras Venckaitis |
| -84 kg  | Alexei Mischin          | Bradley Vering        | Saman Tahmasebi Badri Chassaia          |
| -96 kg  | Ramas Nosadse           | Mindaugas Ežerskis    | Ghasem Rezaei Marek Švec                |
| -120 kg | Mijaín López            | Chassan Barojew       | Dremiel Byers Juri Patrikejew           |

### Medaillenspiegel
| Rang | Land               | Gold | Silber | Bronze |
| ---- | ------------------ | ---- | ------ | ------ |
| 1    | Georgien           | 2    | 0      | 1      |
| 2    | Russland           | 1    | 1      | 1      |
| 3    | Iran               | 1    | 0      | 2      |
| 4    | Bulgarien          | 1    | 0      | 1      |
| 5    | Aserbaidschan      | 1    | 0      | 0      |
|      | Kuba               | 1    | 0      | 0      |
| 7    | Vereinigte Staaten | 0    | 1      | 2      |
| 8    | Frankreich         | 0    | 1      | 1      |
|      | Litauen            | 0    | 1      | 1      |
|      | Südkorea           | 0    | 1      | 1      |
| 11   | Dänemark           | 0    | 1      | 0      |
|      | Japan              | 0    | 1      | 0      |
| 13   | Armenien           | 0    | 0      | 1      |
|      | Rumänien           | 0    | 0      | 1      |
|      | Serbien            | 0    | 0      | 1      |
|      | Tschechien         | 0    | 0      | 1      |

## Freistil
Die Wettkämpfe im Freistil fanden vom 19. bis zum 21. September 2007 statt. Russland konnte in allen 7 Wettbewerben Athleten auf dem Podest feiern.

### Medaillengewinner
| Klasse  | Gold                   | Silber                   | Bronze                                      |
| ------- | ---------------------- | ------------------------ | ------------------------------------------- |
| -55 kg  | Bessik Kuduchow        | Bajaraagiin Naranbaatar  | Ryswan Hadschyjeu Andy Moreno Gonzalez      |
| -60 kg  | Mawlet Batirow         | Anatoli Guidea           | Basar Basargurujew Sahit Prizreni           |
| -66 kg  | Ramazan Şahin          | Geandry Garzón Caballero | Otar Tuschischwili Irbek Farnijew           |
| -74 kg  | Machatsch Murtasalijew | Ibragim Aldatow          | Tschamsulwara Tschamsulwarajew Iván Fundora |
| -84 kg  | Georgi Ketojew         | Jussuf Abdussalomow      | Reza Yazdani Sajurbek Sochijew              |
| -96 kg  | Chadschimurad Gazalow  | Saeid Ebrahimi           | Qurbon Qurbonov Daniel Cormier              |
| -120 kg | Biljal Machow          | Alexis Rodríguez Valera  | Wadym Tassoew Artur Taymazov                |

### Medaillenspiegel
| Rang | Land               | Gold | Silber | Bronze |
| ---- | ------------------ | ---- | ------ | ------ |
| 1    | Russland           | 6    | 0      | 1      |
| 2    | Türkei             | 1    | 0      | 0      |
| 3    | Kuba               | 0    | 2      | 2      |
| 4    | Iran               | 0    | 1      | 1      |
|      | Ukraine            | 0    | 1      | 1      |
| 6    | Bulgarien          | 0    | 1      | 0      |
|      | Mongolei           | 0    | 1      | 0      |
|      | Tadschikistan      | 0    | 1      | 0      |
| 9    | Usbekistan         | 0    | 0      | 3      |
| 10   | Albanien           | 0    | 0      | 1      |
|      | Aserbaidschan      | 0    | 0      | 1      |
|      | Georgien           | 0    | 0      | 1      |
|      | Kirgisistan        | 0    | 0      | 1      |
|      | Vereinigte Staaten | 0    | 0      | 1      |
|      | Belarus            | 0    | 0      | 1      |

## Frauen
Die Wettkämpfe der Frauen fanden vom 21. bis zum 23. September 2007 statt.

### Medaillengewinner
| Klasse | Gold            | Silber              | Bronze                                   |
| ------ | --------------- | ------------------- | ---------------------------------------- |
| -48 kg | Chiharu Ichō    | Iryna Merleni       | Mayelis Caripá Li Xiaomei                |
| -51 kg | Hitomi Sakamoto | Xuecheng Ren        | Anne Deluntsch Erica Sharp               |
| -55 kg | Saori Yoshida   | Ida-Theres Karlsson | Natalja Golz Olga Smirnowa               |
| -59 kg | Audrey Prieto   | Stéphanie Groß      | Dordschiin Narmandach Natalija Synyschyn |
| -63 kg | Kaori Ichō      | Jelena Schalygina   | Sara McMann Monika Michalik-Rogień       |
| -67 kg | Jing Ruixue     | Martine Dugrenier   | Catherine Downing Natalja Kuksina        |
| -72 kg | Stanka Slatewa  | Kristie Marano      | Olga Schanibekowa Güzäl Mänürowa         |

### Medaillenspiegel
| Rang | Land                | Gold | Silber | Bronze |
| ---- | ------------------- | ---- | ------ | ------ |
| 1    | Japan               | 4    | 0      | 0      |
| 2    | Volksrepublik China | 1    | 1      | 1      |
| 3    | Frankreich          | 1    | 0      | 1      |
| 4    | Bulgarien           | 1    | 0      | 0      |
| 5    | Kasachstan          | 0    | 1      | 2      |
|      | Vereinigte Staaten  | 0    | 1      | 2      |
| 7    | Kanada              | 0    | 1      | 1      |
|      | Ukraine             | 0    | 1      | 1      |
| 9    | Deutschland         | 0    | 1      | 0      |
|      | Schweden            | 0    | 1      | 0      |
| 11   | Russland            | 0    | 0      | 3      |
| 12   | Mongolei            | 0    | 0      | 1      |
|      | Polen               | 0    | 0      | 1      |
|      | Venezuela           | 0    | 0      | 1      |